# Щитовидный гребец
Щитовидный гребец (лат. Agabus clypealis) — вид жуков-плавунцов подсемейства Agabinae.

## Распространение
Гребец щитовидный распространён в странах: Польша, Дания, Германия, Латвия, Россия и Швеция.

## Охрана
В красном списке Всемирного союза охраны природы находится в категории EN (таксон под угрозой исчезновения)